# Chalybion bocandei
Chalybion bocandei là một loài côn trùng cánh màng trong họ Sphecidae, thuộc chi Chalybion. Loài này được Spinola miêu tả khoa học đầu tiên năm 1851.